# Dusk to Dawn
Dusk to Dawn és una pel·lícula muda dramàtica estatunidenca del 1922 dirigida per King Vidor. Es desconeix si sobreviu algun enregistrament de la pel·lícula; pot ser una pel·lícula perduda.

## Trama
Una minyona índia i una noia americana (totes dues interpretades per Florence Vidor) comparteixen una sola ànima que canvia entre elles cada dia quan estan despertes.

## Repartiment
- Florence Vidor com a Marjorie Latham / Aziza
- Jack Mulhall com a Philip Randall
- Truman Van Dyke com a Ralph Latham
- James Neill com a John Latham
- Lydia Knott com a Sra. Latham
- Herbert Fortier com a Mark Randall
- Norris Johnson com a Babette
- Nellie Anderson com a Marua
- Sidney Franklin com a Nadar Gungi
- Peter Burke com Itjah Nyhal Singh

## Producció
Dusk to Dawn marcaria el final de la col·laboració professional entre King Vidor i Florence Vidor. A principis de la dècada de 1920, Florence Vidor havia emergit com una estrella de cinema important per dret propi i volia seguir la seva carrera independentment del seu cònjuge. La parella es va divorciar el 1926, i poc després Florence es va casar amb el violinista Jascha Heifetz.

## Tema
Basada en la novel·la The Shuttle Soul de Katherine Hill, la història dramatitza els conceptes de l'Extrem Orient d'"ànimes migratòries" avançats per la teosofia popular als Estats Units durant la dècada de 1920. Vidor podria haver identificat amb els mètodes teosòfics de curació per la fe que eren compatibles amb els seus principis de la Ciència Cristiana, fomentant el pensament positiu sobre les intervencions mèdiques.